# Лазарев, Виктор Андреевич
Виктор Андреевич Лазарев (1 мая 1918 — 17 февраля 2007) — советский и российский актёр кино.

## Биография
Родился 1 мая 1918 года в Москве, в большой рабочей семье. Отец — паровозный машинист на Савёловской железной дороге, мать — домохозяйка.
В кино начал сниматься ещё школьником. Из актёрского кружка Дома пионеров попал на съёмочную площадку. Снялся в знаменитом фильме «Путёвка в жизнь» режиссёра Николая Экка в роли беспризорника.
Руководил школьным драмкружком. Учился в театральной студии 2-го филиала Малого театра, с 1934 года выступал на его сцене. Среди сыгранного — Бобчинский в «Ревизоре» Н. В. Гоголя и слепой музыкант в инсценировке пушкинского «Моцарта и Сальери».
По окончании учёбы, работал на киностудии «Мосфильм», актёром и ассистентом режиссёра. В годы Великой Отечественной войны ушёл добровольцем на фронт. После демобилизации продолжил работу на киностудии. Снимался во многих фильмах, в основном в эпизодических ролях, до конца жизни. По подсчётам самого актёра, к 2006 году успел поучаствовать в создании 87 картин.
Почётный гражданин Волгограда. Награждён орденом Отечественной войны I степени, медалями «За боевые заслуги», «За оборону Москвы», «За оборону Сталинграда», «За освобождение Варшавы», «За взятие Берлина» и многими другими.
Скончался 17 февраля 2007 года после тяжёлой и продолжительной болезни. Похоронен на Пятницком кладбище.

## Фильмография
- 1931 — Путёвка в жизнь — беспризорник
- 1940 — Суворов — эпизод
- 1941 — Первая конная — эпизод
- 1941 — Парень из тайги
- 1941 — Мечта — эпизод
- 1942 — Машенька
- 1959 — Жестокость — арестованный бандит (эпизод)
- 1960 — Чудотворная — набожный старичок (эпизод)
- 1960 — Испытательный срок — эпизод
- 1964 — Женитьба Бальзаминова — эпизод
- 1964 — Гранатовый браслет — прислуга в кабачке
- 1965 — Иду на грозу — эпизод
- 1967 — Путь в «Сатурн» — эпизод
- 1970 — Был месяц май
- 1971 — Смертный враг — эпизод
- 1971 — Седьмое небо — эпизод
- 1976 — Зеница ока — Алексей Иванович
- 1977 — Судьба
- 1977 — Повесть об абхазском парне — старик
- 1978 — Мой ласковый и нежный зверь — эпизод
- 1978 — Живите в радости — дед
- 1979 — Москва слезам не верит — старик в лифте (эпизод)
- 1979 — Забудьте слово «смерть» — эпизод
- 1979 — Взрослый сын — эпизод
- 1980 — Юность Петра — старый стрелец (эпизод)
- 1980 — Ожидание — Власенко
- 1980 — В начале славных дел — эпизод
- 1981 — Крепыш — эпизод
- 1982 — Профессия — следователь — покупатель журнала «Здоровье» в киоске (эпизод)
- 1982 — Василий Буслаев — Демидыч
- 1983 — Человек на полустанке — рыбак
- 1985 — Змеелов — принципиальный покупатель, требующий показать накладную (эпизод)
- 1985 — Багратион
- 1986 — Певучая Россия — слепой странник (эпизод)
- 1986 — Мама, родная, любимая…
- 1986 — Конец операции «Резидент» — эпизод
- 1989 — Лестница — гость с тростью
- 1989 — Закон — эпизод
- 1990 — Похороны Сталина — эпизод
- 1990 — Захочу — полюблю — нищий
- 1990 — Аферисты — пенсионер
- 1991 — Сказка о купеческой дочери и таинственном цветке
- 1991 — Исчадье ада
- 1991 — Иван Фёдоров
- 1992 — Прорва
- 1992—1994 — Горячев и другие — ветеран
- 1993 — Несравненная
- 1994 — Господа артисты
- 1995 — Любить по-русски — отдыхающий
- 1995 — Бульварный роман — священник
- 1996 — Любить по-русски-2 — ветеран
- 1997 — На заре туманной юности — Михеич
- 2004 — Начало пути
- 2006 — На реке Девице
- 2006 — Неверность — Тимофей Александрович Гудим-Левкович
- 2007 — Просто повезло — отец
- 2007 — Святое дело — дед-провидец